# Miyota
Miyota (japanska: 御代田町?, Miyota-machi) är en landskommun (köping) i Nagano prefektur i Japan.  På gränsen mellan kommunerna Miyota, Karuizawa och Tsumagoi ligger den aktiva vulkanen Asama.  